# Özgür Yılmaz
Özgür Yılmaz (ur. 3 grudnia 1977) – turecki judoka.
Uczestnik mistrzostw świata w 1997 i 2003. Startował w Pucharze Świata w latach 1997-1999 i 2002-2004. Brązowy medalista mistrzostw Europy w 2003 roku.